# Ашага-Захит
Ашага-Захит (лезг. Асккан Захит)— село в Хивском районе Дагестана. Административный центр сельского поселения сельсовет Захитский.

## География
Расположено в 6 км к югу от районного центра — села Хив на реке Галаркам.

## История
Согласно Постановлению Совета министров ДАССР от 16.02.1979 № 42 «О плане внутриреспубликанского переселения и строительстве жилых домов для переселенцев в 1979 г.» жителей сел Ашага-Захит и Юхари-Захит были переселены на участок «Сенгер-кунтар» расположенный на территории Магарамкентского района. В результате образовался новый населённый пункт Захит.

## Население
| 1895 | 1926 | 1939 | 1970 | 2002 | 2010 | 2021 |
| ---- | ---- | ---- | ---- | ---- | ---- | ---- |
| 349  | ↘306 | ↗328 | ↘274 | ↘0   | →0   | →0   |